# Loteae
Loteae — триба рослин з родини бобових (Fabaceae).

## Роди
Інформація щодо видового складу й поширення згідно з Plants of the World Online:
- Acmispon — містить 35 видів з Північної Америки та Чилі
- Anthyllis (заяча конюшина) — містить 22 види з Європи, Північної і Північно-Східної Африки й Західної Азії
- Antopetitia — містить 1 вид з Африки
- Coronilla (в'язіль) — містить 24 види з Європи, Північної та Східної Африки й Західної Азії
- Cytisopsis — містить 2 види з Марокко й Західної Азії
- Dorycnopsis — містить 2 види з Європи, Північної та Східної Африки й Західної Азії
- Hammatolobium — містить 2 види з Північної Африки, Греції й Західної Азії
- Hippocrepis (підківка) — містить 33 види з Європи, Африки й Західної Азії
- Hosackia — містить 10 видів з Північної Америки
- Kebirita — містить 1 вид з Африки
- Lotus (лядвенець) — містить 124 види з Африки, Євразії й Австралії
- Ornithopus (серадела) — містить 6 видів з Північної Африки, Європи, Західної Азії, Південної Америки
- Podolotus — містить 1 вид із Західної й Південно-Західної Азії
- Pseudolotus — містить 1 вид із Західної Азії
- Scorpiurus (завійник) — містить 2 види з Європи, Північної і Північно-Східної Африки й Західної Азії
- Tripodion — 1 вид з Середземномор'я